# Tehénantilop-formák
A tehénantilop-formák (Alcelaphinae) az emlősök (Mammalia) osztályának párosujjú patások (Artiodactyla) rendjébe, ezen belül a tülkösszarvúak (Bovidae) családjába tartozó alcsalád.
Az alcsaládba 9 recens faj tartozik.

## Rendszerezés
Az alcsaládba az alábbi 4 élő nem és 9 fosszilis nem tartozik:
- Alcelaphus Blainville, 1816 - középső pliocén-jelen[1]
- Beatragus Heller, 1912 - késő pliocén-jelen
- gnú (Connochaetes) Lichtenstein, 1812 - kora pleisztocén-jelen
- Damaliscus P. L. Sclater & Thomas, 1894 - ?középső-késő pleisztocén-jelen

- †Damalacra
- †Damalops - pliocén-pleisztocén; Dél-Ázsia[2]
- †Megalotragus van Hoepen, 1932 - pliocén-holocén; Afrika[3][4]
- †Oreonagor
- †Parestigorgon
- †Parmularius - pliocén-pleisztocén; Afrika[5]
- †Rabaticerus
- †Rhynotragus
- †Rusingoryx Pickford & Thomas, 1984 - pleisztocén; Afrika[6][7][8][9][10]

### Fordítás
- Ez a szócikk részben vagy egészben  az   Alcelaphinae című angol Wikipédia-szócikk ezen változatának fordításán alapul.  Az eredeti cikk szerkesztőit annak laptörténete sorolja fel. Ez a jelzés csupán a megfogalmazás eredetét és a szerzői jogokat jelzi, nem szolgál a cikkben szereplő információk forrásmegjelöléseként.